# ميخائيل ر. كانون (رجل أعمال)
ميخائيل ر. كانون (بالإنجليزية: Michael R. Cannon)‏ هو شخصية أعمال أمريكي، ولد في 1953.

## وصلات خارجية
- ميخائيل ر. كانون على موقع إن إن دي بي (الإنجليزية)